# 20. National Hockey League All-Star Game
Das 20. National Hockey League All-Star Game wurde am 18. Januar 1967 in Montréal, ausgetragen. Das Spiel fand im Montréal Forum, der Spielstätte des Stanley-Cup-Siegers Montréal Canadiens statt. Die Canadiens konnten das Spiel mit 3:0 gegen die NHL All-Stars gewinnen. Es war das einzige Spiel in der NHL All-Star-Geschichte, dass mit einem Shutout endete. Die beiden Canadiens-Torhüter Charlie Hodge und Gary Bauman konnten insgesamt 35 Schüsse abwehren.

## Mannschaften
| #           | Land   | Spieler            | Pos.               |
| Torhüter    |        |                    |                    |
| 1           | Kanada | Charlie Hodge      | Charlie Hodge      |
| 30          | Kanada | Gary Bauman        | Gary Bauman        |
| Verteidiger |        |                    |                    |
| 2           | Kanada | Jacques Laperrière | Jacques Laperrière |
| 3           | Kanada | J. C. Tremblay     | J. C. Tremblay     |
| 10          | Kanada | Ted Harris         | Ted Harris         |
| 17          | Kanada | Jean-Guy Talbot    | Jean-Guy Talbot    |
| 19          | Kanada | Terry Harper       | Terry Harper       |
| 23          | Kanada | Noel Price         | Noel Price         |
| Angreifer   |        |                    |                    |
| 6           | Kanada | Ralph Backstrom    | C                  |
| 8           | Kanada | Dick Duff          | LW                 |
| 11          | Kanada | Claude Larose      | RW                 |
| 12          | Kanada | Yvan Cournoyer     | RW                 |
| 14          | Kanada | Claude Provost     | RW                 |
| 15          | Kanada | Bobby Rousseau     | RW                 |
| 16          | Kanada | Henri Richard      | C                  |
| 18          | Kanada | André Boudrias     | LW                 |
| 20          | Kanada | Dave Balon         | LW                 |
| 21          | Kanada | Gilles Tremblay    | LW                 |
| 22          | Kanada | John Ferguson      | LW                 |

| #           | Land   | Spieler         | Pos.           | Team                |
| Torhüter    |        |                 |                |                     |
| 1           | Kanada | Glenn Hall      | Glenn Hall     | Chicago Black Hawks |
| 24          | Kanada | Eddie Giacomin  | Eddie Giacomin | New York Rangers    |
| Verteidiger |        |                 |                |                     |
| 2           | Kanada | Allan Stanley   | Allan Stanley  | Toronto Maple Leafs |
| 3           | Kanada | Harry Howell    | Harry Howell   | New York Rangers    |
| 4           | Kanada | Jim Neilson     | Jim Neilson    | New York Rangers    |
| 12          | Kanada | Pat Stapleton   | Pat Stapleton  | Chicago Black Hawks |
| 18          | Kanada | Pierre Pilote   | Pierre Pilote  | Chicago Black Hawks |
| Angreifer   |        |                 |                |                     |
| 7           | Kanada | Norm Ullman     | C              | Detroit Red Wings   |
| 8           | Kanada | Bob Nevin       | RW             | New York Rangers    |
| 9           | Kanada | Gordie Howe     | RW             | Detroit Red Wings   |
| 10          | Kanada | Alex Delvecchio | C              | Detroit Red Wings   |
| 11          | Kanada | Bobby Hull      | LW             | Chicago Black Hawks |
| 14          | Kanada | Dave Keon       | C              | Toronto Maple Leafs |
| 15          | Kanada | Rod Gilbert     | RW             | New York Rangers    |
| 16          | Kanada | Murray Oliver   | C              | Boston Bruins       |
| 21          | Kanada | Stan Mikita     | C              | Chicago Black Hawks |
| 22          | Kanada | Frank Mahovlich | LW             | Toronto Maple Leafs |

## Spielverlauf

### Montréal Canadiens 3 – 0 NHL All-Stars
| Team       | Zeit  | Stand | Torschütze    | Vorlagengeber   | Vorlagengeber  |
| 1. Drittel |       |       |               |                 |                |
|            | 14:03 | 1–0   | Henri Richard | Bobby Rousseau  | Terry Harper   |
|            | 15:59 | 2–0   | John Ferguson | Ralph Backstrom | Claude Larose  |
| 3. Drittel |       |       |               |                 |                |
|            | 59:52 | 3–0   | John Ferguson | Henri Richard   | Bobby Rousseau |

Schiedsrichter: Vern Buffey 

Linienrichter: Neil Armstrong, Matt Pavelich 

Zuschauer: 14.284